# Autoestrada A6
Die Autoestrada A6 oder Auto-Estrada do Alentejo ist eine Autobahn in Portugal und Teil der Europastraße 90. Die Autobahn beginnt in Marateca und endet in Caia, wo sie in die spanische Autovía A-5 übergeht.

## Größere Städte an der Autobahn
- Montemor-o-Novo
- Évora
- Estremoz
- Elvas